# Molière
Jean-Baptiste Poquelin, cunoscut mai bine ca Molière (n. 15 ianuarie 1622 – d. 17 februarie 1673), a fost un scriitor francez de teatru, director și actor, unul dintre maeștrii satirei comice.
Organizator al asociației teatrale „L'Illustre Théâtre”, devenită din 1665 trupa lui Ludovic al XIV-lea, a desfășurat o vastă activitate teatrală.
În opera sa dramatică în versuri și proză, a abordat modalități diferite ale comediei, în genere în forme amestecate, epuizând întreaga gamă a mijloacelor comicului.
Prin creația sa, a oferit comediei franceze, pornite de la nivelul farsei primitive, al teatrului italian cu măști și comediei de intrigă, valoare autonomă în câteva capodopere prin care a inaugurat comedia de moravuri.

## Viața
Fiu de Tapissier du Roi ("Tapițer al Regelui"), Poquelin și-a pierdut mama din copilărie. A fost admis la prestigiosul Collège de Clermont iezuit, pentru a-și completa studiile. Există multe povești despre timpul petrecut la colegiu: se spune că tatăl său a fost foarte exigent în privința sa, că l-ar fi întâlnit pe Prințul de Conti sau că ar fi fost elev al filozofului Pierre Gassendi, dar niciuna dintre acestea nu par a fi veridice.
Este sigur, însă, că Poquelin a fost un prieten apropiat al abatelui La Mothe Le Vayer, fiu al lui François de La Mothe-Le-Vayer, în anii pe când abatele edita lucrările tatălui său, și a fost sugerat că Poquelin ar fi fost influențat de către acestea. Printre primele sale lucrări a fost traducerea (astăzi pierdută) a De Rerum Natura de filozoful roman Lucretius.
Când Poquelin a ajuns la 18 ani, tatăl său i-a predat titlul de Tapissier du Roi, și oficiul asociat de valet de chambre, ceea ce-l aducea în contact frecvent cu regele. Se pretinde că Poquelin ar fi absolvit dreptul la Orléans în 1642, însă există unele dubii în această privință.
În iunie 1643, împreună cu iubita sa Madeleine Béjart, cu un frate și o sora a acesteia, a fondat compania teatrală sau trupa L'Illustre Théâtre, care a falimentat în 1645. În această perioadă și-a asumat pseudonimul Molière, inspirat de numele unui mic sat din sudul Franței. Eșuarea companiei l-a forțat să stea câteva săptămâni la închisoare pentru datoriile acumulate. A fost eliberat cu ajutorul tatălui său și, însoțit de Madeleine Béjart, a plecat într-un tur al satelor drept comedian voiajor. Această viață a durat 14 ani, timp în care a jucat inițial alături de companiile lui Charles Dufresne, creându-și ulterior propria sa companie. În cursul călătoriilor sale, l-a întâlnit pe prințul de Conti, guvernatorul provinciei Languedoc, care a devenit sponsorul său, numind compania sa după acesta. Prietenia sa avea, însă, să se termine mai târziu, când Conti s-a alăturat inamicilor lui Molière în Parti des Dévots.
În Lyon, Mme Duparc, cunoscută ca la Marquise, s-a alăturat trupei. La Marquise era curtată, zadarnic, de Pierre Corneille, devenind mai târziu iubita lui Jean Racine. Racine i-a oferit lui Molière tragedia sa Théagène et Chariclée (una dintre primele lucrări pe care a scris-o după părăsirea studiilor sale teologice), dar Molière nu a interpretat-o, deși l-a încurajat pe Racine în a-și continua cariera artistică. Se spune că după puțin timp Molière a devenit foarte nervos pe Racine, când i-a fost spus că prezentase în secret tragedia sa și companiei Hôtel de Bourgogne.
Molière a ajuns la Paris în 1658 și a jucat la Louvre în tragedia Nicomède a lui Corneille și în farsa Le docteur amoureux (Doctor îndrăgostit), înregistrând ceva succes. A primit titlul de Troupe de Monsieur (Monsieur era fratele regelui) și cu ajutorul acestuia, compania sa s-a alăturat unei companii italiene faimoase pe plan local ce juca Commedia dell'arte. S-a stabilit cu fermitate la teatrul lor, Petit-Bourbon, unde pe 18 noiembrie 1659 a oferit premiera piesei Les Précieuses ridicules (Prețioasele ridicole), una dintre capodoperele sale. Aceasta a fost cu certitudine prima sa încercare în a batjocori anumite manierismuri și afectări comune la acea vreme în Franța.
A fost Molière, cu siguranță, care a materializat conceptul că satira castigat ridendo mores (critică obiceiuri prin umor) uneori confundat cu un proverb latin autentic. Stilul și conținutul primului său succes au devenit cu rapiditate subiectul unei vaste dezbateri literare.

## Opere
În ciuda preferinței sale pentru tragedie, Molière a devenit faimos pentru farsele sale, în general într-un act și interpretate după tragedie. Unele dintre aceste farse erau scrise doar parțial și erau jucate în stilul Commediei dell'arte cu improvizare asupra unui canovaccio. De asemenea, a scris două comedii în versuri, însă acestea au înregistrat mai puțin succes și sunt considerate în general de importanță scăzută.
„Les Précieuses“ i-a câștigat lui Molière atenția și critica multora, dar nu a înregistrat un succes popular. I-a cerut atunci partenerului său italian Tiberio Fiorelli, cunoscut pentru opera sa Scaramouche, să-l învețe tehnicile Commediei dell'arte. Opera din 1660, Sganarelle, ou le Cocu imaginaire (încornoratul imaginar), pare a fi un tribut atât pentru Commedia dell'arte, dar și pentru învățătorul său. Subiectul relațiilor conjugale a fost îmbogățit aici de o inserție a unei opinii a lui Molière despre cantitate de falsitate în relațiile interumane, pe care le-a descris cu un dram de pesimism. Aceasta a fost evidentă și în lucrările sale de mai târziu, fiind o sursă de inspirație pentru mulți autori de după el, incluzându-l (într-un domeniu diferit și cu un efect diferit) pe Luigi Pirandello.
În 1662 Molière s-a mutat la Théâtre du Palais-Royal, tot alături de partenerii săi italieni și s-a căsătorit cu Armande, pe care o credea a fi sora Madeleinei; era însă fiica sa nelegitimă, rezultatul unui flirt cu Ducul de Modène în 1643, când Molière și Madeleine își începeau aventura. În același an a jucat L'École des femmes (Școala femeilor), o altă capodoperă. Atât lucrările, cât și mariajul său au atras criticism. Pe latura artistică a răspuns cu două lucrări minore, deși elegante și interesante La Critique de „l'École des femmes“ (în care își imagina spectatorii anterioarei lucrări ca fiind prezenți) și L'Impromptu de Versailles (privind pregătire unei improvizări a trupei sale). Aceasta a fost așa-numita la guerre comique (Războiul comic), în care opozanții erau scriitori precum Donneau de Visé, Boursault, Montfleury.

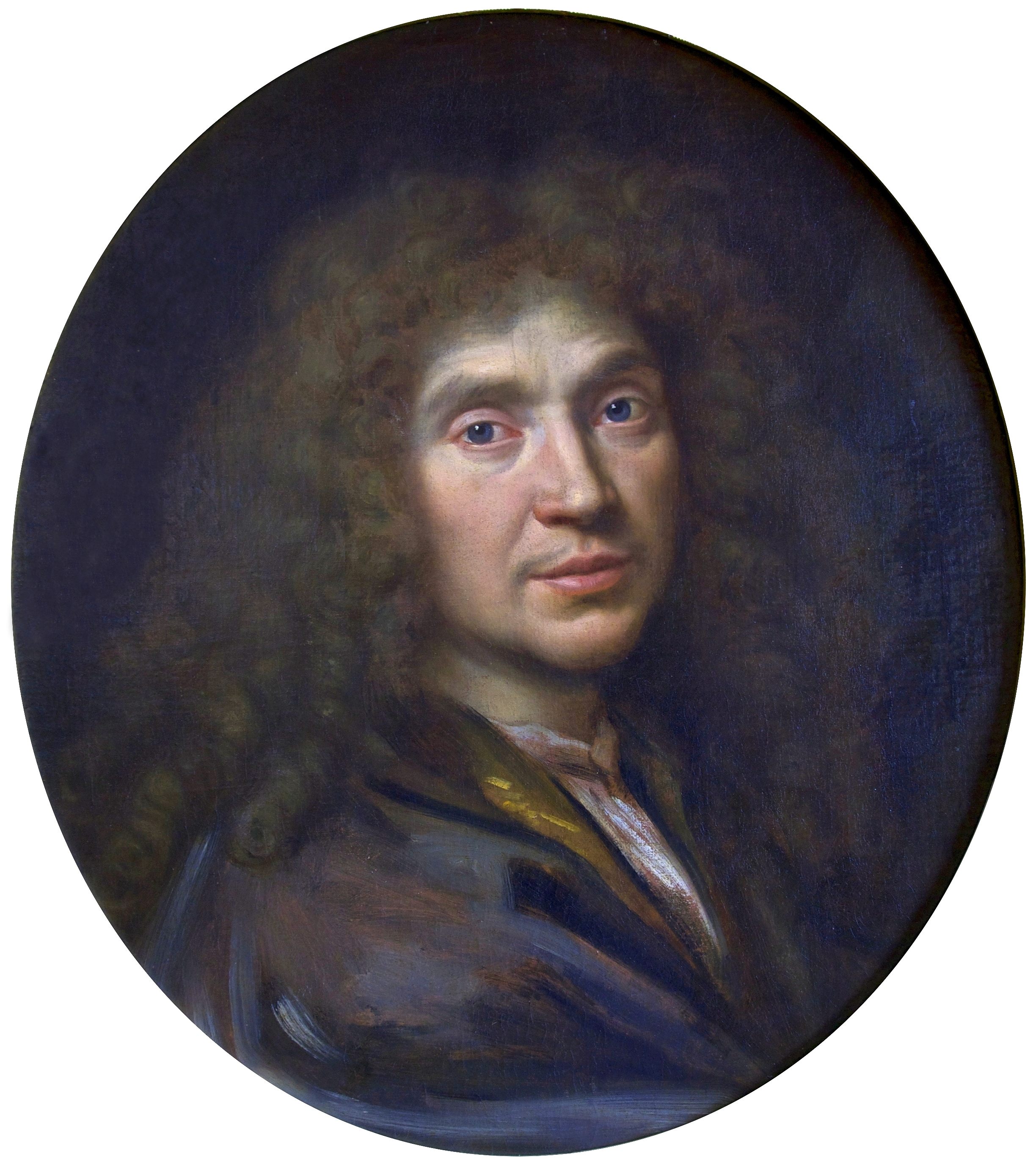
Molière, de Pierre Mignard

Însă opoziție mai serioasă și mai puțin artistică se forma împotriva sa. Un așa numit parti des Dévots s-a ridicat în societatea înaltă franceză, protestând împotriva „realismului“ excesiv al lui Molière în ireverența sa, ceea ce cauza ceva stânjeneală; aceste persoane l-au acuzat și că s-ar fi căsătorit cu fiica sa.; Prințul de Conti, odată prietenul său, s-a alăturat acestei tabere. Molière avea alți inamici, de asemenea, între ei janseniștilor și unii autori tradiționaliști. Regele și-a exprimat, însă, solidaritatea pentru autor, acordându-i o pensie și fiind de acord în a fi nașul primului fiu al lui Molière. Boileau, de asemenea, l-a susținut prin declarații pe care le-a inclus în a sa Art poétique. 
Prietenia lui Molière cu Jean Baptiste Lully l-a influențat în scrierea operelor Le Mariage forcé și La Princesse d'Élide (subtitulată „Comédie galante mêlée de musique et d'entrées de ballet“), scrisă pentru divertismente regale la Versailles.
Le Tartuffe, ou L'Imposteur a fost interpretată, de asemenea, la Versailles, în 1664, creând cel mai mare scandal din cariera artistică a lui Molière. Descrierea sa a ipocriziei generale a claselor dominante a fost considerată un ultragiu și a fost contestată violent. Același rege se pretinde că i-ar fi sugerat să suspende reprezentațiile, iar Molière a scris cu rapiditate Don Juan, ou le Festin de Pierre pentru a o înlocui. A fost o lucrare bizară, derivată dintr-una a lui Tirso de Molina și inspirată de viața lui Giovanni Tenorio, scrisă într-o proză ce pare încă actuală; ea descrie povestea unui ateist care devine un ipocrit religios și pentru aceasta este pedepsit de Dumnezeu. Și această lucrare a fost suspendată degrabă. Regele, demonstrându-și încă o dată protecția, a devenit oficial noul sponsor al trupei lui Molière.
Cu minunată muzică de Lully, Molière a prezentat L'Amour médecin (Doctorul Iubire); subtitlurile acestei ocazii relatând că lucrarea a primit „par ordre du Roi“, din ordinul regelui, aceasta înregistrând o mult mai caldă recepție decât predecesoarele sale.
în 1666, Le Misanthrope a fost produsă. Se consideră acum în mare măsură cea mai distinsă capodoperă a lui Molière, cea cu cel mai înalt conținut moral, dar a fost foarte puțin apreciată la vremea respectivă. A cauzat „transformarea“ lui Donneau de Vasé, care a devenit iubitor al teatrului său. Dar a fost un pleosc comercial, forțându-l pe Molière să scrie imediat Le Médecin malgré lui ( Doctor fără voie), o satiră împotriva științelor oficiale; aceasta a fost un succes în ciuda unei lucrări de către Prințul de Conti, criticând teatrul în general și al lui Molière în particular. În mai multe din piesele sale de teatru, Molière a descris doctorii timpurilor sale ca indivizi pompoși care vorbesc (puțină) latină pentru a-i impresiona pe alții cu erudiție falsă, și cunosc doar clistirele și sângerările ca remedii (ineficiente).
După Mélicerte și Pastorale comique, a încercat să joace din nou Tartuffe în 1667, de data aceasta cu numele de Panulphe sau L'imposteur. Însă de îndată ce regele a plecat de la Paris pentru un tur, Lamoignon și arhiepiscopii au interzis piesa (regele a impus în final respect pentru această lucrare puțini ani mai târziu, când a câștigat mai multă putere absolută asupra clerului).
Molière acum bolnav, își reduce producția. Le Sicilien, ou l'Amour peintre a fost scrisă pentru festivitățile de la castelul din Saint-Germain, și a fost urmată în 1668 de un foarte elegant Amphitryon, inspirat evident de versiunea lui Plautus, însă cu evidente aluzii la aventurile amoroase ale regelui. George Dandin, ou le Mari confondu (Soțul zăpăcit) a fost puțin apreciată, însă succesul s-a întors cu L'Avare (Avarul), astăzi foarte cunoscută.
A folosit din nou muzica lui Lully pentru Monsieur de Pourceaugnac, Les Amants magnifiques, și în final pentru Le Bourgeois Gentilhomme (Burghezul Gentilom), o altă capodoperă a sa. Se pretinde a fi în particular dirijată împotriva lui Colbert, ministrul care îl condamnase pe fostul său, Fouquet. Colaborarea cu Lully s-a încheiat cu un balet tragic, Psyché, scris cu ajutorul lui Thomas Corneille (fratele lui Pierre).
În 1671, Madeleine Béjart moare, iar Molière suferă din pierderea sa și din pricina înrăutățirii bolii sale. Totuși, a oferit o piesă de succes, Les Fourberies de Scapin (Vicleniile lui Scapin), o farsă și o comedie în 5 acte; următoarea, La Comtesse d'Escarbagnas nu s-a încadrat, însă, la nivelul său obișnuit.

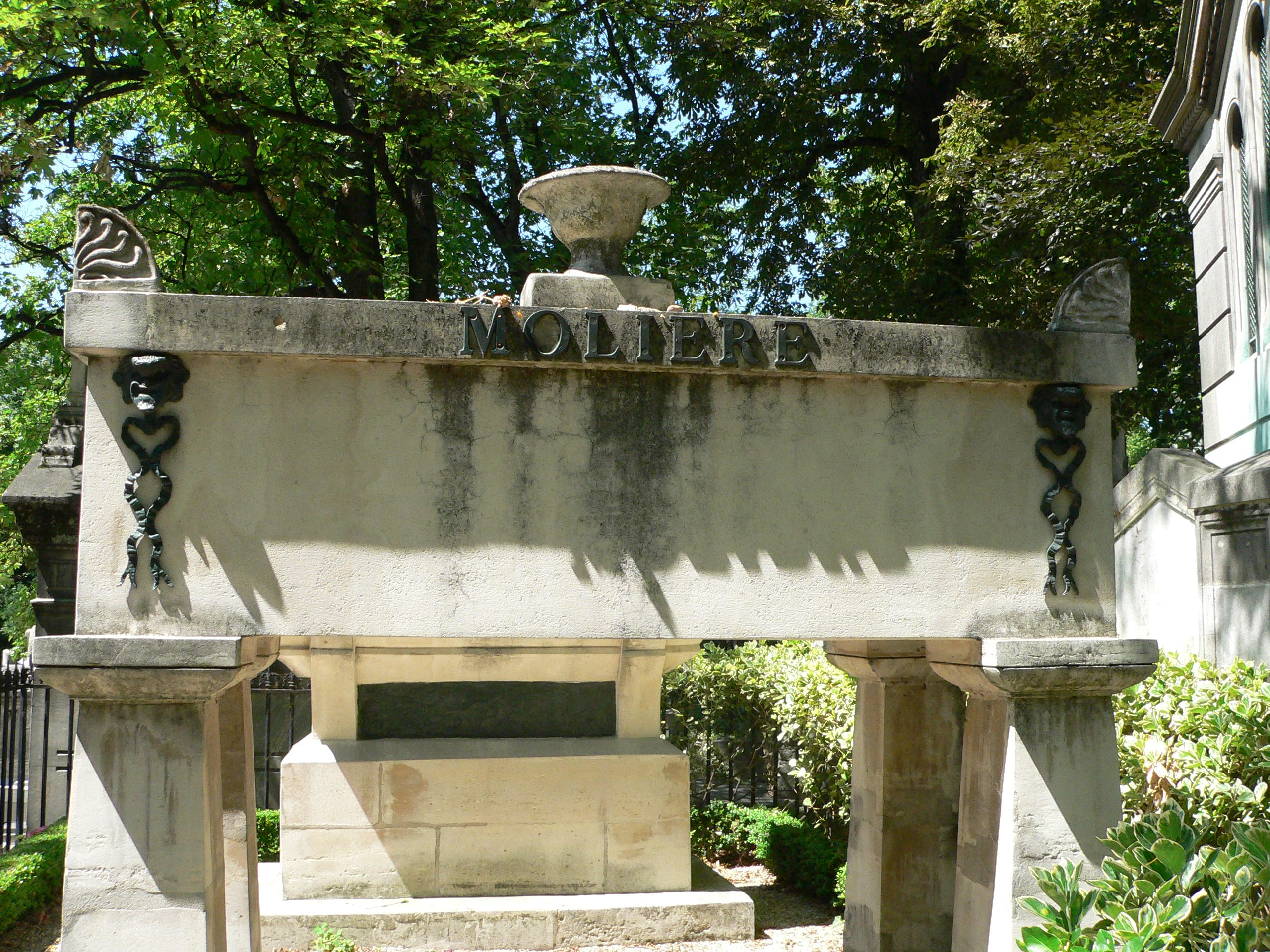
Mormântul lui Molière în Cimitirul Le Père Lachaise. Cel al lui La Fontaine poate fi văzut în spate, în stânga.

Les Femmes savantes (Doamnele savante) din 1672, a fost o capodoperă născută din finalul posibilei folosințe a muzicii în teatru, din moment ce Lully influențase în oarecare măsură opera în Franța, astfel încât Molière a fost nevoit să se întoarcă la specia sa tradițională. A fost un real succes și a condus mai departe spre ultima sa lucrare, de asemenea considerată de mare valoare.
Unul dintre cele mai faimoase momente din viața lui Molière este ultimul, care a devenit proverbial: a murit pe scenă, în timp ce juca Le Malade imaginaire (Bolnavul închipuit). În timp ce vorbea, s-a prăbușit pe scenă și a murit la puține ore după aceasta la casa sa, fără împărtășanie pentru că doi preoți refuzaseră să-l viziteze, iar al treilea a ajuns prea târziu.
Se spune că purta culoarea galbenă, iar din acest motiv există o superstiție cum că galbenul aduce nenoroc actorilor.
Ca actor, nu i-a fost permis din prisma legilor vremii a fi îngropat într-un cimitir obișnuit, pe tărâm sfânt. Soția sa Armande a fost cea care i-a cerut regelui Ludovic al XIV-lea să-i permită funeralii „normale“ pe timp de noapte.
În 1792, rămășițele sale au fost aduse la muzeul monumentelor franceze și în 1817 transferate la Cimitirul Le Père Lachaise , Paris, în apropiere de cele ale lui La Fontaine.

## Impact asupra culturii franceze
Multe cuvinte sau fraze folosite în operele lui Molière sunt folosite și în franceza actuală:
- Un tartuffe este un ipocrit, în special unul expunând moralitate afectată sau evlavie religioasă.
- Statua Comandantului (statue du Commandeur) din Dom Juan este folosit ca o comparație pentru rigiditate impecabilă (raide comme la statue du Commandeur).
- Don Juan este folosit ca un calificativ de depreciere pentru bărbații care seduc femeile cu motive ascunse, iar apoi le părăsesc.
- În Les Fourberies de Scapin, actul II, scena 7, lui Géronte i se cer bani de rescumpărare pentru fiul său, pretinzându-se a fi ținut cu forța pe o galeră. El repetă, "Ce dracului căuta în acea galeră?" ("Que diable allait-il faire dans cette galère?") Cuvântul galère este folosit în franceză de astăzi pentru a numi o „aventură împovărătoare, dureroasă“, adesea alături de acest citat din Les Fourberies de Scapin.

## Listă a operelor importante

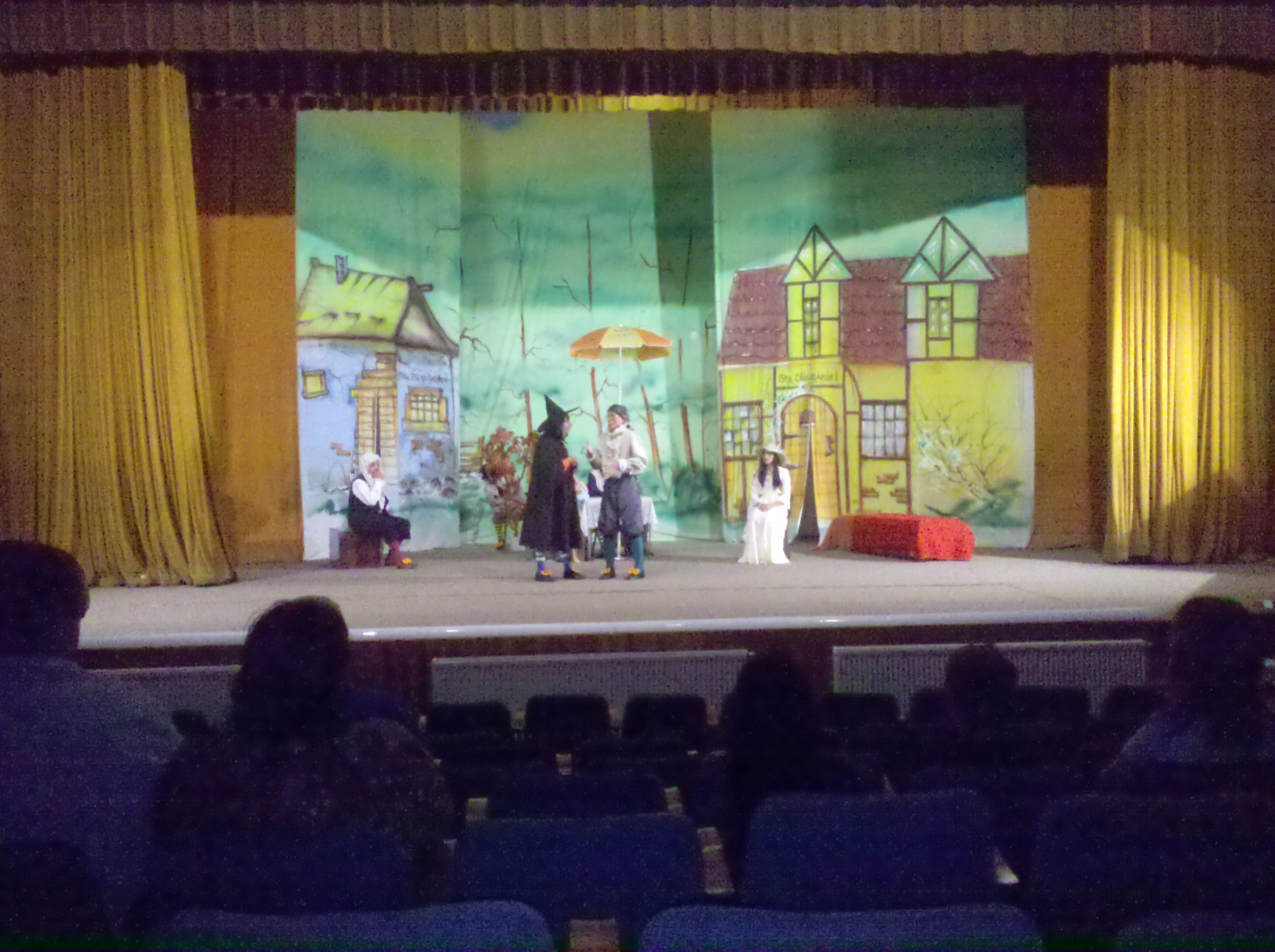
Secvență din Doctor fără voie pe scena din Roman

- 1645 Doctorul zburător (Le Médecin volant)[11]
- 1659 Les Précieuses ridicules (Prețioasele ridicole);
- 1660 Sganarelle ou le cocu imaginaire (Sganarelle sau încornoratul închipuit);
- 1661 L'École des maris (Școala bărbaților);
- 1662 L'École des femmes (Școala femeilor);
- 1655 L'Étourdi (Zăpăcitul);
- 1664 La Princesse d'Élide (Prințesa din Elida);
- 1664 Le Mariage forcé (Căsătorie cu de-a sila);
- 1665 Don Juan ou le festin de Pierre (Don Juan sau petrecerea lui Pierre);
- 1666 Doctor fără voie
- 1666 Mélicerte;
- 1667 Le Misanthrope (Mizantropul);
- 1667 Pastorale comique (Pastorala comică);
- 1667 Le Sicilien ou l'amour peintre (Sicilianul sau amorul pictor);
- 1668 L'Avare (Avarul);
- 1668 Le Médecin malgré lui (Doctor fără voie);
- 1668 Amphitryon;
- 1669 Tartuffe;
- 1669 Monsieur de Pourceaugnac;
- 1670 Le Bourgeois Gentilhomme (Burghezul gentilom);
- 1670 Les Amants magnifiques (Îndrăgostiții magnifici);
- 1671 Les Fourberies de Scapin (Vicleniile lui Scapin);
- 1672 Les Femmes savantes (Femeile savante);
- 1673 Le Malade imaginaire (Bolnavul închipuit);
- La Jalousie du Barbouillé
- Le dépit amoureux
- Dom Garcie de Navarre
- Les Fâcheux
- La critique de l'École des femmes
- L'Impromptu de Versailles
- L'Amour médecin
- Georges Dandin
- Psyché
- La Comtesse d'Escarbagnas.

## Vezi și
- Listă de dramaturgi francezi
- Listă de piese de teatru franceze